# Jomanichim
Jomanichim es una localidad del estado mexicano de Chiapas. Es parte del municipio de Tenejapa.

## Demografía
| Gráfica de evolución demográfica |
|                                  |

| Censo | Población |
| ----- | --------- |
| 1921  | 81        |
| 1930  | 109       |
| 1940  | 260       |
| 1950  | 208       |
| 1960  | 113       |
| 1970  | 262       |
| 1980  | 476       |
| 1990  | 789       |
| 2000  | 1 020     |
| 2010  | 1 112     |
| 2020  | 1 347     |